# Abdurrahim Buza
Abdurrahim Buza, född 22 december 1905 i Skopje i Osmanska riket, död 7 november 1987 i Tirana i Albanien, var en albansk målare.
Buza föddes den 22 december 1905 i det osmanska Skopje, i nuvarande Nordmakedonien. Hans föräldrar dog när han var nio år gammal. År 1924 flyttade han till Albanien för att skaffa sig en utbildning. Buza gick ut gymnasiet i Tirana och fick ett stipendium för att studera konst i Italien. Hans lärare vid konstskolan i Florens, Cesar Ferro och Galileo Chini, var de ledande bildkonstnärerna i landet. År 1933 slutförde Buza studierna i dekorativ konst och monumentalkonst. Efter studierna återvände han till Albanien och blev professor i teckning.
I samarbete med samtida konstnärer grundade Buza 1933 den första konstskola i Tirana som haft avgörande betydelse för albansk konst. Han är också medgrundaren av en konstskola som öppnades 1951, där Buza arbetade med att utforma stadgarna och läroplanen.
År 1935 målade han en nakenbild, den första i sitt slag i en tid i Albanien då det ansågs som omoraliskt och oacceptabelt. Buza var illustratör för den viktigaste albanska läroboken (publicerad 1945). Under det kommunistiska styret bröt han med det vanliga socialistiska bruket inom måleri.
Under sin livstid skapade Buza över 500 oljemålningar och tusentals teckningar. Han bidrog med en modern udd till den albanska konsten då han använde impressionistiska och expressionistiska element samtidigt som han behöll sin egenartade stil. Han har mottagit höga utmärkelser av staten Albanien.

## Verk
- Dasma kosovare
- Pogradeci
- Lagjja ime Nusja kosovare
- Një pjate rrush
- Autoportret
- Lojërat popullore
- Azem Galica dhe luftëtarët
- Refugjatët